# Крум Томовски
Крум Томовски (на македонска литературна норма: Крум Томовски) e виден архитект и консерватор от Република Македония. Томовски е основател на Института за защита на паметниците на града Скопие, председател на Архитектурната академия от нейното основаване в 1997 до 2000 година, шеф на архитектурния отдел на Архитектурния факултет на Скопския университет и академик на Македонската академия на науките и изкуствата. Томовски е сред първото поствоенно поколение архитекти във Вардарска Македония и е изследовател на традиционната народна архитектура в областта.

## Биография
Роден е на 21 декември 1924 година в Скопие, тогава в Кралство Югославия. Основно и гимназиално образование получава в родния си град, а след това се записва в Архитектурния факултет при Техническата велика школа в Белград. След дипломирането си през 1952 г., Томовски е избран за асистент в Техническия факултет в Скопие. През 1958 г. е избран за доцент по история на архитектурата, а от 1963 до 1965 г. Крум Томовски е основател и пръв директор на Института за защита на паметниците на културата в Скопие.
Междувременно Томовски участва в проекти за възстановяване на средновековни сгради. От 1953 г. работи по консервацията и реставрацията на църквите „Света София“, „Света Богородица Заум“ и на други сакрални обекти в Охрид и Охридско. Работи заедно с белградския си професор Георге Бошкович, с когото в 1961 г., по повод на XII византоложки конгрес публикуват труда „Средновековната архитектура на Охрид“.
През 1965 г. Крум Томовски е избран за доцент, а от 1970 година ръководи Архитектурния отдел на факултета. На следната 1971 г. е избран за редовен професор в Архитектурния факултет в Скопие. През 1977 и 1978 г. Томовски е декан на Архитектурния факултет, а от 1978 до 1982 г. е бил проректор на Университета. От 1986 до 1991 г. Томовски е председател на Събранието на Републиканското общество за култура и е председател на Архитектурната академия на Македония от създаването ѝ през 1997 г. до 2000 година.
На 26 декември 1974 година е избран за член-кореспондент, а на 14 май 1979 година – за редовен член на Македонската академия на науките и изкуствата.
Носител е на Ордена на труда със златен венец, наградите „11 октомври“, „Климент Охридски“ и други.
В 1991 година получава наградата за цялостно архитектурно творчество „Андрей Дамянов“.
Умира на 8 юли 2010 година в Скопие, Република Македония.